# Зграда на Тргу републике бр. 8 у Суботици
Зграда на Тргу републике бр. 8 у Суботици подигнута је у 19. веку и има статус споменика културе. На гравири из 1815. године на овом месту је приказан приземни објекат у власништву Јожефа Сучића. Зграда је после прешла у власништво породица Остојић и Јакобчић. Преуређена је као спратница 1846. године.

## Изглед
Основа објекта је у облику слова "U" са главном фасадом према Тргу. Улаз у стамбени део је из заједничког дворишта објекта на Тргу цара Јована Ненада. У приземљу су увек биле продавнице, зато и нема улаза у стамбени део на овој фасади. Први спрат има шест прозорских оси са поделом окана на шест поља. Прозоре деле равни пиластри са равно закљученим полукапителима. Између два дужа пиластра, у висини солбанка постављен је раван профилисан венац, а испод солбанка је равна увучена површина. Средином фасаде пружају се два пиластра, лево и десно наизменично се ређају прозори и пиластри. Изнад прозора су равни надпрозорници.
Једноспратница се завршава високим кровиштем на две воде које је покривено бибер црепом. Власник куће, Јакобчић чешће је тражио дозволу за преправку куће, али ипак осим прозорског застакљења објекат није претрпео веће архитектонске измене.
Прву већу реконструкцију је извршио архитекта Коцка Геза. Последњу реконструкцију и враћање првобитних излога у приземљу решили су стручњаци Међуопштинског завода за заштиту споменика културе током 1984. године.